# Танасов Сергій Іванович
Сергі́й Іва́нович Тана́сов (6 серпня 1955, село Почапинці Чемеровецького району Хмельницької області) — український політик.

## Життєпис
Батько Іван Миколайович (1918–1990) — ветеран війни, колгоспник. Мати Клавдія Олександрівна (1925) — учителька, пенсіонерка.
У 1972–1973 роках навчався в Кам'янець-Подільському ПТУ № 1. У 1973–1974 роках працював слюсарем, водієм електронавантажувача заводоуправління будівельних матеріалів у місті Біла Церква.
У 1974–1976 роках перебував на службі в армії.
Від 1976 року працював на Кам'янець-Подільському цементному заводі слюсарем, помічником машиніста обертової печі, змінним майстром, від 1979 року — секретарем парткому.
1982 року закінчив Кам'янець-Подільський індустріальний технікум, за фахом — технік-технолог.
Від 1990 року начальник відділу кадрів, від 1991 року — заступник директора, заступник генерального директора Кам'янець-Подільського цементного заводу.
Від березня 1998 до квітня 2002 — Народний депутат України 3-го скликання. Голова підкомітету з питань забезпечення діяльності депутатів Комітету з питань регламенту, депутатської етики та організації роботи Верховної Ради України (з липня 1998 року), член фракції КПУ (від травня 1998 року).
Дружина Лариса Олексіївна (1959) — паспортист. Сини Дмитро (1978), Сергій (1979), Іван (1986).